# محافظة رشيد
محافظة رشيد، محافظة مصرية سابقة كانت تقع في أقصى شمال مصر، وعاصمتها كانت مدينة رشيد. في 21 ديسمبر عام 1895 ألغيت المحافظة وضمت إلى مديرية البحيرة. ثم أصبحت مدينة رشيد قاعدة لمركز رشيد اعتباراً من 1 يناير عام 1896،  وكان يتبعها من قبل مدن دسوق وفوّه وقد ضمتا إلى مديرية الغربية.